# 塩江温泉

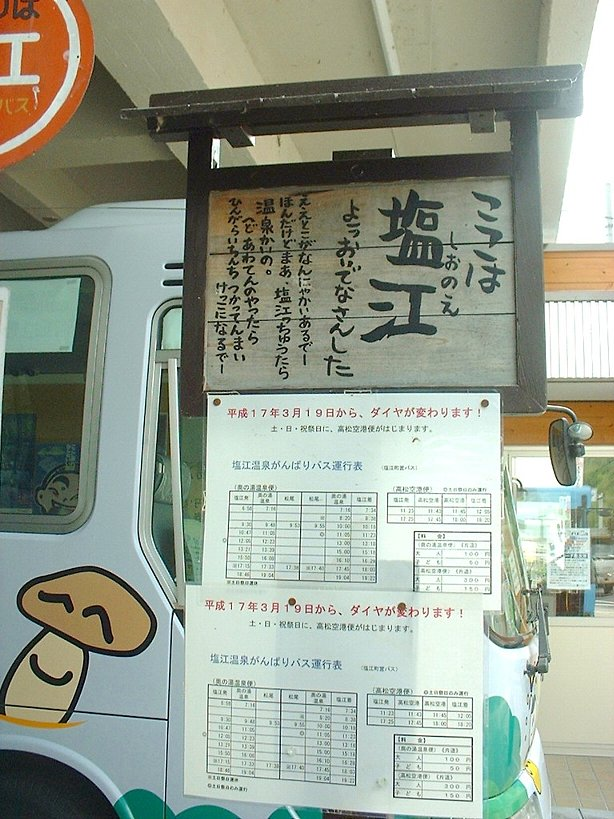
讃岐弁が記された塩江バス停

塩江温泉（しおのえおんせん）は、香川県高松市塩江町安原上東に湧出する冷鉱泉である。讃岐の奥座敷として知られる。

## 泉質
香東川の傍の断層帯に、10箇所以上の源泉を有し、泉質も泉源によって異なるものの、塩江温泉の源泉は全てが冷鉱泉である。泉質としては、単純温泉や、硫黄泉の1種である単純硫黄泉が有る。なお、源泉には掘削してポンプアップしている物と、自然湧出している物が混在している。

## 温泉街
10軒ほどの宿泊施設が並び、小ぢんまりとした温泉街を形成している。しかし、とりわけ温泉資源に乏しい香川県においては、歴史、規模ともに随一である。
日帰り入浴施設は1軒で、道の駅しおのえに併設して「行基の湯」が日帰り入浴専門の施設として開設された。「行基の湯」は2017年2月1日より休館していたが、2018年11月11日に再開した。しかし、高松市の塩江道の駅エリア再整備事業により、2026年の開業を目標に道の駅と温浴施設の複合観光施設を新設することになり、行基の湯は2023年5月8日に閉館することになった。なお、温泉街や外れの地域にある宿泊旅館でも、日帰り入浴のために温泉施設を開放している所が、何施設か存在する。
現在は保養・湯治向けの閑静な温泉街だが、第2次世界大戦前は華やかな歓楽街も見られ、塩江温泉鉄道で高松市街（当時の仏生山町）と結ばれていた。

### 周辺
- 高松市塩江美術館
- 塩江町自然休養村センター
- 不動の滝
- 内場ダム

## アクセス
- 鉄道 - JR四国（予讃線・高徳線）高松駅からことでんバスで約1時間[3]。
- 航空機 - 高松空港からタクシーで約20分。

## 歴史

### 伝説
開湯伝説によれば、奈良時代初期に行基が、発見したとの伝説が残る。空海も修行し、湯治を万人に勧めたと言われる。
なお、ここが讃岐国と呼ばれていた時代から、塩江温泉郷は存続しているとされる。古くは潮江と記されており、江は井（泉のこと）の転訛と考えられ、塩気のある泉であったため「塩江」と呼ばれるようになったと言われている。

### 略史
日露戦争後には傷病兵の療養にも使われた。
2002年3月29日に国民保養温泉地に指定された。